# Remo en los Juegos Paralímpicos de París 2024
El evento de Remo en los Juegos Paralímpicos de París 2024 se llevó a cabo del 30 de agosto al 1 de septiembre en el estadio náutico de Vaires-sur-Marne.

## Resultados
| Evento                   | Oro                                                                                      | Plata                                                                                            | Bronce                                                                                     |
| ------------------------ | ---------------------------------------------------------------------------------------- | ------------------------------------------------------------------------------------------------ | ------------------------------------------------------------------------------------------ |
| Individual Masculino PR1 | Benjamin Pritchard                                                                       | Roman Polianskyi                                                                                 | Erik Horrie                                                                                |
| Individual Femenino PR1  | Moran Samuel                                                                             | Birgit Skarstein                                                                                 | Nathalie Benoit                                                                            |
| Doble Mixto PR2          | Reino Unido Lauren Rowles Gregg Stevenson                                                | China Liu Shuang Jiang Jijian                                                                    | Israel Shahar Milfelder Saleh Shahin                                                       |
| Doble Mixto PR3          | Australia Nikki Ayers Jed Altschwager                                                    | Reino Unido Sam Murray Annie Caddick                                                             | Alemania · Jan Helmich · Hermine Krumbein                                                  |
| Mixto C4 PR3             | Reino Unido Francesca Allen Giedrė Rakauskaitė Josh O'Brien Ed Fuller Erin Kennedy (cox) | Estados Unidos Skylar Dahl Gemma Wollenschlaeger Alex Flynn Ben Washburne Emelie Eldracher (cox) | Francia Candyce Chafa Rémy Taranto Grégoire Bireau Margot Boulet Émilie Acquistapace (cox) |

## Medallero
| Núm. | País                          | Oro | Plata | Bronce | Total |
| ---- | ----------------------------- | --- | ----- | ------ | ----- |
| 1    | Reino Unido (GBR)             | 3   | 1     | 0      | 4     |
| 2    | Australia (AUS)               | 1   | 0     | 1      | 2     |
| 2    | Israel (ISR)                  | 1   | 0     | 1      | 2     |
| 4    | República Popular China (CHN) | 0   | 1     | 0      | 1     |
| 4    | Noruega (NOR)                 | 0   | 1     | 0      | 1     |
| 4    | Ucrania (UKR)                 | 0   | 1     | 0      | 1     |
| 4    | Estados Unidos (USA)          | 0   | 1     | 0      | 1     |
| 8    | Francia (FRA)                 | 0   | 0     | 2      | 2     |
| 9    | Alemania (GER)                | 0   | 0     | 1      | 1     |